# 趙長文
趙 長文（ちょう ちょうぶん、? - 618年8月11日）は、隋代の人物。

## 生涯
大業14年（618年）3月11日に隋の煬帝が死亡すると、5月に越王楊侗が即位し、趙長文は、黄門侍郎に任ぜられ、元文都・段達・王世充・皇甫無逸・盧楚・郭文懿らとともに幼主を補佐することとなり、これら七人は「七貴」と称された。
元文都・盧楚・郭文懿は、李密を召集して宇文化及を攻撃させたが、このことは、王世充の不満を引き起こした。元文都らは、王世充を排除しようと企てたが、段達によって密告された。
7月15日、王世充は、兵を率いて洛陽の宮城に攻め入り、太官署において、盧楚の身柄を拘束し、斬殺した。また、恭帝侗の身辺にいた元文都もまた、斬殺された。正午、郭文懿と趙長文が捕獲され、殺害された。

## 参考資料
- 『資治通鑑』巻185「唐紀一」